# Сазоновская улица (Санкт-Петербург)
Сазо́новская у́лица — улица на острове Декабристов в Василеостровском районе Санкт-Петербурга. Проходит от набережной реки Смоленки до Железноводской улицы.
13 января 1913 года участку этой улицы (от улицы Одоевского до Железноводской улицы), а также участку нынешней улицы Одоевского (от Уральской улицы до Сазоновской) было присвоено название Сазоновская улица — по фамилии домовладельца, купца, почетного гражданина П. А. Сазонова, на чьи деньги улица была проложена и замощена. 12 ноября 1962 года Сазоновскую улицу переименовали в улицу Одоевского. В 1970 году улица Одоевского проходит по современной трассе, а участок бывшей Сазоновской улицы между Одоевского и Железноводской был упразднен.
Осенью 2015 года Топонимическая комиссия Санкт-Петербурга решила возродить название, но не переименовывая улицу Одоевского, а дав его тому самому упраздненному участку. Одновременно к нему решили присоединить безымянную дорогу вдоль восточной границы Смоленского лютеранского кладбища.
Официально название Сазоновская улица было утверждено 21 июня 2016 года.